# Жертвы межнационального противостояния в подмандатной Палестине
Жертвы межнационального противостояния в Подмандатной Палестине (1920 — 14 мая 1948 года — до начала второго этапа Арабо-израильской войны (1947—1949).

## Исторический фон
Во время Первой мировой войны союзные державы дали арабским лидерам гарантии независимости за военную помощь, которую арабы оказывали странам Антанты против Османской империи. В то же время, тоже за помощь, оказанную евреями, Великобритания приняла декларацию Бальфура, предусматривавшую создание «еврейского национального очага в Палестине». Арабские лидеры видели в этой декларации нарушение данных им гарантий. После войны Великобритания получила мандат Лиги Наций на Палестину, вскоре выделив из неё формально независимый эмират Трансиордания.

### 1920—1940 годы
После Второй мировой войны Великобритания передаёт палестинскую проблему на рассмотрение ООН. Согласно резолюции № 181 Генеральной ассамблеи ООН от 29 ноября 1947 года о разделе британской колонии Палестина, на её территории должны были быть созданы два независимых государства — еврейское и арабское, а также Большой Иерусалим — территория, подконтрольная ООН. Евреи согласились на раздел, а арабы отказались его признавать и требовали создания в Палестине единого государственного образования.

### Арабо-израильская война 1947—1949 годов
Историки делят Арабо-израильскую войну 1947—1949 годов на два этапа: с момента решения ООН о разделе Палестины 29 ноября 1947 года (Резолюция № 181) до провозглашения независимости Израиля 14 мая 1948 года и с момента провозглашения независимости до подписания соглашений о прекращении огня с арабскими странами.
На первом этапе с 30 ноября 1947 года по 14 мая 1948 года еврейские и арабские военизированные формирования Палестины стремились к максимальному захвату территории и контролю над коммуникациями, занятию ключевых пунктов сразу же после ухода британских войск.

## Список убийств, терактов, погромов и боев
В список включены инциденты со смертельным исходом, и не включены инциденты на уголовной почве.

### 1920-е
| Дата               | Место                                                                           | Ответственность                                  | Жертвы |
| ------------------ | ------------------------------------------------------------------------------- | ------------------------------------------------ | --- |
| 1 марта 1920       | Тель-Хай                                                                        | арабы                                            | 8 евреев убито |
| 4—7 апреля 1920    | Беспорядки 1920 года                                                            | арабы                                            | 5 евреев и 4 араба убито; 216 евреев, 18 арабов и 7 англичан ранено |
| 1—7 мая 1921       | Беспорядки в Яффе и нападения арабов на Реховот, Петах-Тикву, Кфар-Сабу, Хадеру | арабы, британские власти и полиция               | 48 арабов и 45 евреев убито; 140 евреев и 73 араба ранено. После стычек по случаю праздника Первого мая между арабскими и еврейскими социалистами, арабы напали на еврейских жителей. События расследовались комиссией Хайкрафта. |
| 23—24 августа 1929 | Погром в Хевроне                                                                | арабы (включая полицейских)                      | 67 евреев убиты, включая женщин и детей, 53 — ранены и стали инвалидами, остальные изгнаны или бежали из города. |
| 29 августа 1929    | Погром в Цфате                                                                  | арабы, британская полиция (оставшаяся пассивной) | от 18 до 21 еврея убиты, 80 ранены |
| август 1929        | Палестинские беспорядки 1929 года в целом                                       | арабы, евреи, британские власти и полиция        | 133 еврея и 116 арабов убито; 339 евреев и 232 араба ранено. |

### 1930-е
| Дата                  | Место                                | Ответственность                           | Жертвы |
| --------------------- | ------------------------------------ | ----------------------------------------- | --- |
| 5 апреля 1931         | кибуц Ягур                           | «Чёрная рука»                             | Нападение на жителей кибуца, возвращавшихся с сельскохозяйственных работ. Убиты 3 еврея и 4 — ранены. |
| 1932                  |                                      | «Чёрная рука»                             | Убиты 2 жителя еврейских поселений Бальфурия и Кфар-Хасидим. |
| 23 декабря 1932       | мошав Нахалал                        | «Чёрная рука»                             | Группа арабов проникла в мошав и забросала гранатами жилой дом. Погибли отец и сын. |
| 13 апреля 1936        |                                      | арабы                                     | 1 еврей убит. |
| 15 апреля 1936        | Туль-Карем                           | «Чёрная рука»                             | от 2 до 3 евреев убиты.. |
| 16 апреля 1936        | Петах-Тиква                          | арабы                                     | 2 еврея убиты. |
| 17 апреля 1936        | близ Петах-Тиквы                     | евреи                                     | 2 араба убито в хижине близ Петах-Тиквы. |
| 19 — 22 апреля 1936   | Яффо                                 | арабы                                     | 15 евреев убиты. |
| 1 мая 1936            | Хайфа                                | арабы                                     | 2 еврея убиты. |
| 13 мая 1936           | Иерусалим                            | арабы                                     | 2 пожилых еврея убиты в «Старом городе». |
| 16 мая 1936           | Иерусалим                            | арабы                                     | 3 еврея убиты при выходе из кинотеатра. |
| 19 мая 1936           | Иерусалим                            | арабы                                     | 1 еврей убит в «Старом городе». |
| 25 мая 1936           | Иерусалим                            | арабы                                     | 1 еврей убит в «Еврейском университете». |
| 31 мая 1936           | Иерусалим                            | арабы                                     | 1 еврей убит в районе «Гиват Шауль». |
| 1 июня 1936           |                                      | арабы                                     | 1 еврей — пассажир автобуса убит в результате обстрела. |
| 16 июня- 17 июля 1936 |                                      | арабы                                     | 9 евреев убиты, в основном, в результате обстрела автобусов. 75 тыс. деревьев, принадлежащих евреям, уничтожены. |
| 13 августа 1936       | Цфат                                 | арабы                                     | Зверски убиты Алтер (36), переписчик Торы, и 3 его детей: Яффа (9), Хава (7), Авраам (6) |
| 14 августа 1936       | Дамун, район горы Кармель            | арабы                                     | 4 еврея из поселения Damoun были убиты в результате нападения «арабской банды» |
| 15 августа 1936       | Яффо                                 | арабы                                     | Водитель еврей был убит в результате обстрела транспортного средства «арабской бандой» |
| 17 августа 1936       | Тель-Авив                            | арабы                                     | Давид Альбала (7 лет) был убит, ещё 24, включая детей, были ранены (из них 8 — тяжело), в результате обстрела пассажиров на остановке поезда «Яффо — Иерусалим» в Тель-Авиве |
| 17—18 августа 1936    | граница Яффо — Тель-Авив             | евреи                                     | 1 армянин убит (армянка), 5 арабов ранены в результате обстрела поезда Яффо — Иерусалим |
| 18 августа 1936       | Яффо                                 | арабы                                     | 3 женщины, 2 из них — медсестры госпиталя в Яффо, убиты «арабскими террористами» |
| 18 августа 1936       | Хайфа                                | арабы                                     | Несколько арабов-христиан получили угрожающие письма от арабских террористов с требованием или финансово поддержать их, или присоединиться к ним. |
| 18 августа 1936       | Петах-Тиква                          | евреи                                     | 2 араба убито |
| 29 августа 1936       | Тель-Авив                            | арабы                                     | Водитель «Эггеда» на маршруте Тель-Авив — Бней-Брак был убит, 3 ранены |
| 6 марта 1937          | Иерусалим                            | арабы, евреи                              | В шаббат местным арабом был тяжело ранен (по некоторым данным, позже скончался[уточнить]) один из евреев, молящихся у Стены Плача. Несколькими часами позже, в результате обстрела в соседнем районе Рехавия, один араб был убит, а второй ранен. |
| март 1937             | Бат-Ям                               | евреи                                     | 2 араба убиты на пляже |
| 11 ноября 1937        | Иерусалим                            | евреи                                     | 2 араба убито и 5 ранено в автобусном парке. |
| 14 ноября 1937        | окрестности Иерусалима               | евреи                                     | 10 арабов убито в ходе нападений, совершённых Иргуном в окрестностях Иерусалима |
| 29 декабря 1937       | Тель-Авив                            | арабы                                     | 2 еврея, муж и жена убиты в Тель-Авиве |
| 31 декабря 1937       | дорога Яффо—Иерусалим                | арабы                                     | 1 пассажир автобуса «Эггед» убит на маршруте Яффо-Иерусалим. Это был уже 5-й случай обстрела автобусов на этом маршруте за последние 10 дней |
| 28 марта 1938         | дорога Акко—Цфат                     | арабы                                     | В результате обстрела автомобиля из засады погибли 4 еврея, в том числе ребёнок и две женщины. |
| апрель 1938           | дорога Ханита—Нахария                | арабы                                     | В результате обстрела автомобиля из засады погибли 3 еврея. |
| 12 апреля 1938        |                                      | евреи                                     | 2 араба и 2 британских полицейских погибли в результате взрыва бомбы в поезде Хайфа. |
| 17 апреля 1938        | Хайфа                                | евреи                                     | 1 араб погиб в результате взрыва бомбы в кафе |
| 17 мая 1938           | дорога Иерусалим-Хеврон              | евреи                                     | Арабский полицейский убит во время нападения на автобус. |
| 24 мая 1938           | Хайфа                                | евреи                                     | 3 араба застрелены. |
| 26 июня 1938          | Джаффа                               | евреи                                     | 7 арабов погибли в результате взрыва бомбы. |
| 27 июня 1938          | Хайфа                                | евреи                                     | Убит один араб во дворе госпиталя. |
| 5 июля 1938           | Тель-Авив                            | евреи                                     | 7 арабов застрелены. |
| 5 июля 1938           | Иерусалим                            | евреи                                     | 3 араба убиты в результате взрыва бомбы в автобусе, 1 араб застрелен. |
| 6 июля 1938           | Хайфа                                | евреи                                     | 18 арабов и 5 евреев погибли в результате взрыва двух бомб на рынке. Взрыв стал ответом «Иргуна» на осуждение и казнь 29 июня 1938 г. Шломо Бен Йосефа (англ.) за неудачную попытку (без разрешения руководства «Иргуна») покушения на жизнь пассажиров автобуса, следовавшего 21 апреля 1938 г. из Цфата в Рош-Пину. В свою очередь, акция Бен Йосефа была ответом на убийство 7 евреев в марте-апреле 1938 года в районе Акко, Нахарии, Цфата. Многие видные фигуры в ишуве и за рубежом обратились к британской администрации с просьбой помиловать осужденных, но решение изменено не было. Сомнения в обоснованности ареста Бен Йосефа высказывались и в парламенте Великобритании. |
| 6 июля 1938           |                                      | арабы                                     | В Старом городе Иерусалима, Тулькареме и Рош-Пине в результате обстрела из засад было убито 5 евреев и 5 было ранено. |
| 8 июля 1938           | Иерусалим                            | евреи                                     | 4 араба погибли в результате взрыва бомбы. |
| 16 июля 1938          | Иерусалим                            | евреи                                     | 10 арабов погибли в результате взрыва бомбы на рыночной площади. |
| 25 июля 1938          | Хайфа                                | евреи                                     | 53 араба погибли в результате взрыва бомбы на рыночной площади. |
| 26 августа 1938       | Яффо                                 | евреи                                     | 24 араба погибли в результате взрыва бомбы на рыночной площади. |
| 2 октября 1938        | Погром в Тверии                      | арабы                                     | 19 евреев убито, включая 11 детей. |
| 27 февраля 1939       |                                      | евреи                                     | 33 араба убиты в результате многочисленных нападений и взрывов в этот день |
| 29 мая 1939           | Иерусалим                            | евреи                                     | 5 арабов убиты в результате взрыва в кинотеатре. |
| 29 мая 1939           |                                      | евреи                                     | 5 арабов убиты в результате нападения на деревню. |
| 2 июня 1939           |                                      | евреи                                     | 5 арабов погибли в результате взрыва бомбы. |
| 12 июня 1939          | Иерусалим                            | евреи                                     | Погиб британский сапёр, пытавшийся обезвредить бомбу в почтовом отделении. |
| 16 июня 1939          | Иерусалим                            | евреи                                     | 6 арабов убиты в результате нескольких нападений. |
| 19 июня 1939          | Хайфа                                | евреи                                     | 20 арабов погибли в результате взрыва заминированного осла на рынке. |
| 29 июня 1939          |                                      | евреи                                     | 13 арабов застрелены в результате нескольких нападений в течение одного часа. |
| 30 июня 1939          | Иерусалим                            | евреи                                     | 1 араб застрелен на рынке, 2 араба застрелены в деревне недалеко от Иерусалима. |
| 3 июля 1939           | Хайфа                                | евреи                                     | 1 араб погиб в результате взрыва бомбы. |
| 4 июля 1939           | Иерусалим                            | евреи                                     | 2 араба убиты. |
| 20 июля 1939          |                                      | евреи                                     | 1 араб убит на вокзале в Джаффе, 6 арабов убиты в результате нескольких нападений в Тель-Авиве, 3 араба убиты в Реховоте. |
| 27 августа 1939       | Иерусалим                            | евреи                                     | 2 британских офицера погибли в результате взрыва мины. |
| 1936—1939             | Арабское восстание 1936-1939 в целом | арабы, евреи, британские власти и полиция | 5,000 арабов, 415 евреев, около 200 англичан погибло. |

### 1940—1947
| Дата                   | Место                                      | Ответственность                 | Жертвы |
| ---------------------- | ------------------------------------------ | ------------------------------- | --- |
| 27 сентября 1944       |                                            | Иргун                           | Примерно 150 членов Иргуна напали на 4 британских отделения полиции, число жертв неизвестно. |
| 29 сентября 1944       | Иерусалим                                  | Иргун                           | Британский офицер криминального отдела полиции убит. |
| 27 декабря 1945        |                                            | Иргун                           | 7 британских полицейских убито в ходе нападения на здание британской разведки в Иерусалиме и 1 солдат убит при нападение на британский военные лагерь в севреном Тель-Авиве. |
| 22 июля, 1946          | Взрыв в гостинице Царь Давид в Иерусалиме. | Иргун                           | Погиб 91 человек, включая 41 араба, 28 англичан и 17 евреев; 46 ранены |
|                        |                                            |                                 | |
| 29 ноября 1947         | Решение ООН о разделе Палестины            | Решение ООН о разделе Палестины | Решение ООН о разделе Палестины |
| 30 ноября 1947         | Палестина                                  | арабы                           | от 7 до 8 евреев убито, 7 ранено в целом по стране, на следующий день после решения ООН о разделе Палестины. Мэр Наблуса (Шхем) объявил о начале джихада . |
| 2 декабря 1947         | Яффо — Тель-Авив                           | арабы                           | 7 евреев убито. Хагана объявила о мобилизации. Арабский легион усилил свои позиции в Яффо. В тот же день начался погром в Алеппо (Сирия), в результате которого погибло 75 евреев. |
| 3 декабря 1947         | Яффо — Тель-Авив                           | арабы, Хагана                   | 7 евреев и 4 арабов убито, 75 человек ранено в результате шестичасовых столкновений. |
| 7 декабря 1947         | Абу-Гош                                    | арабы                           | 19-летняя девушка убита при нападении на автобус. |
| 3 декабря 1947         | Яффские ворота, Иерусалим                  | арабы                           | Нападение на автобус, следующий в Еврейский квартал «Старого города». 1 еврей убито, 8 ранены. |
| 8 декабря 1947         | квартал ха-Тиква, Тель-Авив                | арабы                           | После нескольких дней обстрелов снайперами и ответной реакции «Хаганы», британские войска заняли квартал, убив двух евреев. «Хагана» в ответ взорвала дом в соседней деревне. 8 декабря сотни арабов под руководством Хасана Саламе осадили квартал и подожгли несколько домов. Британские войска бездействовали. После прибытия подкреплений, «Хагана» отбила атаку. В результате погибли 60 арабов и 2 евреев. |
| 11 декабря 1947        | Эль-Тира (близ Хайфы)                      | Иргун                           | 11 арабов убито. Согласно заявлению «Иргуна», жители были предупреждены, чтобы успеть эвакуировать женщин и детей. |
| 10—11 декабря 1947     | дорога Иерусалим — Хеврон                  | арабы                           | 10 евреев убито, 4 ранено при обстреле конвоя с продовольствием и водой для Гуш-Эциона. |
| 13 декабря 1947        | Яффо                                       | Иргун                           | 6 человек убито и 25 ранено при взрыве бомбы у кинотеатра «Альхамбра». |
| 12 или 13 декабря 1947 | Иерусалим                                  | Иргун*                          | 20 человек убито и 5 ранено при взрыве бочки с взрывчаткой), или 5 человек убито и 47 ранено при взрыве двух бомб у Дамасских ворот. (*) "Предположительно, атака выполнена «Иргуном»(). |
| 13 декабря 1947        | деревня Йехудия (Yehudieh)                 | Иргун                           | 7 арабов убито и 10 серьёзно ранено при атаке на деревню Yehudieh. «Название деревни упоминалось в последнее время в связи нападениями на транспортные средства и убийством „number“ человек бандой Bedawi». |
| 14 декабря 1947        | Байт-Набала близ Рамла                     | Арабский легион                 | от 13 до 14 евреев было убито, 9 евреев, 2 англичанина и 1 араб ранены в результате нападения на военный конвой |
| 14 декабря 1947        | дорога возле Лидды                         | арабы                           | 3 еврея застрелены и сожжены при нападении на грузовик «British Overseas Airlines» |
| 14(?) декабря 1947     | Негев                                      | арабы                           | 6 евреев убито, 4 пропали без вести |
| 14 декабря 1947        | дорога Иерусалим — Хеврон                  | арабы                           | 1 еврей убит при обстреле конвоя с продовольствием и водой для Гуш-Эциона. |
| 19 декабря 1947        | перекресток Шаар ха-Гай                    | арабы                           | 1 еврей убит в «Bab el Wad» во нападения на конвой, направлявшемся в Иерусалим. |
| 18, 20 декабря 1947    | Аль-Хисас                                  | Хагана                          | 11 арабов убито в ходе ответных рейдов. |
| 24 декабря 1947        | Хайфа                                      | арабы, евреи                    | 4 еврея были убиты арабскими снайперами, в ответных атаках были убиты 4 араба. |
| 25 декабря 1947        | Хайфа                                      | арабы                           | Арабский землевладелец убит за продажу земли евреям. |
| 26 декабря 1947        | перекресток Шаар ха-Гай                    | арабы                           | 7 евреев убито в конвое, направлявшемся в Иерусалим. |
| 28 декабря 1947        | Тель-Авив                                  | арабы, Иргун                    | 4 еврея убиты в результате снайперского и миномётного обстрела. |
| 29 декабря 1947        | Иерусалим                                  | Иргун                           | от 11 до 13 арабов, 2 англичанина убито в результате взрыва у Дамасских ворот |
| 30 декабря 1947        | Хайфа                                      | Иргун, арабы                    | 6 арабских рабочих убито бомбой у нефтеперегонного завода в Хайфе. Это спровоцировало последовавшие тут же убийства еврейских рабочих завода (41 погиб и 49 получили ранения). |

### 1948
| Дата                | Место                                     | Ответственность                             | Жертвы |
| ------------------- | ----------------------------------------- | ------------------------------------------- | --- |
| 1 января 1948       | Balad al-Shaykh (Хайфа)                   | Пальмах                                     | от 17 (официальные данные) до 70 арабов убиты в качестве мести за убийство евреев в Хайфе 30 декабря 1947 года; в результате ответного огня были убиты 3 боевика «Пальмаха» |
| 1 января 1948       | Хайфа                                     | арабы                                       | 4 еврея убиты |
| 3 января 1948       | Иерусалим                                 | арабы                                       | 3 еврея и 1 англичанин убиты |
| 4 января 1948       | Яффо                                      | ЛЕХИ                                        | 14 арабов убито, 100 ранено в результате взрыва штаба «Арабского национального комитета» |
| 5 января 1948       | Иерусалим                                 | Хагана                                      | от 15 до 20 арабов убито при взрые отеля «Semiramis». |
| 5 января 1948       | Цфат                                      | арабы, евреи                                | 4 араба убито в результате ответной атаки после нападения арабов на еврейский кавартал. |
| 5 января 1948       | Иерусалим                                 | Иргун                                       | от 15 до 20 арабов убито в результате взрыва у Яффских ворот |
| 10 января 1948      | близ Явне                                 | Arab militants                              | 11 евреев убито, 1 обезглавлен |
| 10 января 1948      | Абу-Гош                                   | арабы                                       | 1 еврей убит |
| 13 января 1948      | дорога Хеврон — Иерусалим                 | арабы                                       | 2 еврея убиты при обстреле конвоя, возвращавшегося в Иерусалим. |
| 14 января 1948      | Хайфа                                     | арабы                                       | 7 евреев и 2 англичанина убиты |
| 14 — 15 января 1948 | Кфар-Эцион                                | Армия Священной войны, арабы                | 14 января — 3 еврея погибло при отражении нападения 600 арабов при поддержке сотен молодых жителей арабских деревень. 15 января — 35 евреев убито при нападении на конвой в Гуш-Эцион. Тела погибших были изуродованы арабами. |
| 20 января 1948      | поселение Ихиам (Yehiam)                  | арабы                                       | 8 евреев убиты. |
| 22 января 1948      | близ Азур (Yazur)                         | арабы                                       | 7 евреев убиты. |
| 22 января 1948      | Кастель                                   | арабы                                       | 1 еврей убит. |
| 25 января 1948      | Кастель                                   | арабы                                       | 10 евреев убит. |
| 25 января 1948      |                                           | арабы                                       | 7 евреев убиты. |
| 27 января 1948      | Газа                                      | Британские солдаты                          | 4 араба убиты. |
| 1 февраля 1948      | Иерусалим                                 | Армия Священной войны                       | 1 еврей убит, 20 ранены в результате взрыв грузовика с 500 кг тротила перед зданием редакции газеты Palestine Post |
| 3 февраля 1948      | Хайфа                                     | арабы                                       | 6 евреев — пассажиров автобусов убиты. |
| 7 февраля 1948      | Хайфа                                     | арабы, евреи                                | 3 араба, 3 еврея убиты |
| 8 февраля 1948      | Иерусалим                                 | арабы                                       | 6 евреев убиты |
| 8 февраля 1948      | Тель-Авив                                 | арабы                                       | 3 еврея убиты |
| 12 февраля 1948     | Иерусалим                                 | арабы                                       | 4 еврея убиты |
| 14 февраля 1948     | деревня Саса (близ Цфата)                 | Пальмах                                     | 11 арабов убиты при нападении на деревню |
| 15 февраля 1948     |                                           | арабы, евреи                                | 5 арабов, 3 евреев убиты |
| 17 февраля 1948     |                                           | арабы, евреи                                | 5 арабов, 3 евреев убиты |
| 17 февраля 1948     |                                           | арабы                                       | 57 арабов — участники нападений на еврейские поселения Tirat Tzvi, Sde Eliahu, Ein HaNatziv, убиты |
| 18 февраля 1948     | Рамле                                     | Иргун                                       | 12 арабов убиты, 43 ранены при взрыве на овощном рынке |
| 18 февраля 1948     | поселение Мицпе                           | арабы                                       | 4 араба — участники нападения на еврейское поселение Mitzpe, убиты |
| 19 февраля 1948     | Хайфа                                     | арабы                                       | 4 еврея — пассажиров автобусов убиты |
| 21 февраля 1948     | Хайфа                                     | евреи                                       | 4 араба убиты |
| 21 февраля 1948     | дорога Рамле — Тель-Авив                  | арабы                                       | 3 еврея убиты |
| 21 февраля 1948     | Реховот                                   | евреи                                       | 28 англичан убиты при взрыве поезда. |
| 21 февраля 1948     | деревня Кфар-Саба                         | арабы                                       | 6 арабов, 1 еврей убиты при нападении на еврейскую деревню. |
| 22 февраля 1948     | Иерусалим                                 | Армия Священной войны, британские дезертиры | Три грузовика со взрывчаткой общим весом 3 тонны взорваны на улице Бен-Йехуда От 46 до 58 погибших, до 130 раненых |
| 28 февраля 1948     | Сарис-Кастель — Иерусалим                 | арабы                                       | 2 еврея убиты, 13 ранены при нападении на конвой. |
| 1 марта 1948        | Иерусалим                                 | Иргун                                       | 20 англичан убиты, 30 ранены при взрыве в офицерском клубе «Bevingrad». |
| 1 марта 1948        | дорога Тель-Авив — Иерусалим              | арабы                                       | 4 еврея убиты |
| 2 марта 1948        | дорога Тель-Авив — Иерусалим              | арабы                                       | 6 арабов, 3 еврея убиты в результате нападения арабов. |
| 4 марта 1948        | дорога Иерусалим — Атарот                 | арабы                                       | 16 евреев убиты. |
| 9 марта 1948        | поселение Ихиам (Yehiam)                  | арабы                                       | 3 араба, участвовавших в нападении на еврейское поселение, убиты. |
| 11 марта 1948       | Тверия                                    | евреи, арабы                                | 4 араба, 1 еврей убиты. |
| 11 марта 1948       | Иерусалим                                 | Армия Священной войны                       | от 12 до 13 евреев убиты при взрыве в Еврейском агентстве. |
| 14 марта 1948       | близ Al-Faluja                            | арабы                                       | 7 евреев убиты. |
| 14 марта 1948       | Тверия                                    | евреи, арабы                                | 4 араба, 1 еврей убиты. |
| 14 марта 1948       | Акко                                      | арабы                                       | 5 англичан, 4 еврея убиты в результате нападения на конвой. |
| 18 марта 1948       | прекресток Шаар ха-Гай                    | арабы                                       | 10 евреев убиты в результате нападения на конвой. |
| 20 марта 1948       | Эйн Харод                                 | арабы                                       | 7 евреев убиты. |
| 20 марта 1948       | Моцца, Азра                               | арабы                                       | 3 еврея убиты. |
| 21 марта 1948       | дорога Рош Пина — Цфат                    | арабы                                       | 6 евреев убиты. |
| 22 марта 1948       | поселение Ницаним                         | арабы                                       | 4 еврея, 20 арабов убиты в результате нападения на еврейское поселение. |
| 24 марта 1948       | близ Туль-Карема                          | евреи                                       | 36 арабов убиты. |
| 24 марта 1948       | прекресток Шаар ха-Гай                    | арабы                                       | 3 еврея убиты, 7 ранено в результате нападения на конвой. С 26 марта и по 6 апреля дорога на Иерусалим была блокирована. |
| 26 марта 1948       | близ Газы                                 | арабы                                       | 6 арабов, 2 еврея убиты в результате нападения на конвой. С 27 марта Негев был закрыт для движения еврейского транспорта. |
| 28 марта 1948       | близ Реховота                             | арабы                                       | 6 арабов, участвовавших в нападении на еврейский конвой, убиты. |
| 27 марта 1948       | близ Неве-Даниель                         | арабы                                       | от 14 до 15 евреев убиты, 73 ранены в результате нападения на «Nebi Daniel» конвой. |
| 27 марта 1948       | близ Бейт-Лехема                          | арабы                                       | 47 евреев убиты в результате нападения на конвой в Ихиам. |
| 28 марта 1948       | близ Реховота                             | арабы                                       | 6 арабов — участников нападения на еврейский конвой, убиты. |
| 28 марта 1948       | близ Цфата                                | арабы                                       | 6 арабов — участников нападения на еврейский конвой, убиты. |
| 31 марта 1948       |                                           | ЛЕХИ                                        | 40 арабов убиты, 60 ранены при взрыве поезда Каир — Хайфа. |
| 1 апреля 1948       | Лидда                                     | евреи                                       | 11 арабских рабочих убиты в апельсиновом саду |
| 5 — 8 апреля 1948   | Латрун — Кастель — Иерусалим              | Пальмах, Армия Священной войны…             | Блокада Иерусалима временно прорвана в ходе Операции Нахшон. В боях погибли 39 евреев и 31 араб, все боевики, включая командира «Армии Священной войны» Абд аль-Кадир аль-Хусейни. |
| 9 апреля 1948       | Дейр-Ясин                                 | Иргун, ЛЕХИ, Пальмах                        | по разным оценкам от 107 до 254 арабов убиты. |
| 12 апреля 1948      | Мишмар-ха-Эмек                            | арабы, евреи                                | «Тяжелые потери». |
| 13 апреля 1948      | Нападение на медицинский конвой в Хадассу | арабы                                       | От 78 до 79 евреев убиты, включая 20 женщин, медицинский персонал, раненых и охранников, при нападении на медицинский конвой, направлявшийся в больницу «Хадасса» в еврейском анклаве в Восточном Иерусалиме. Часть из них были заживо сожжены в санитарных машинах и других транспортных средствах. Погиб также один британский солдат, убитый нападавшими. Позже британские силы, применив тяжёлое оружие, разогнали нападавших, убив 15 из них. |
| 13 апреля 1948      | поезд Каир — Хайфа                        | ЛЕХИ                                        | 8 англичан убиты, 27 ранены в результате взрыва. |
| 13 апреля 1948      | станция полиции в Сороне                  | ЛЕХИ                                        | 4 англичанина убиты в результате взрыва |
| 20 апреля 1948      | перекресток Шаар ха-Гай                   | арабы                                       | 15 евреев убиты, 44 ранены в результате нападения на конвой. |
| 22 апреля 1948      | перекресток Bidu-Nebi Samuel              | арабы                                       | 15 евреев убиты, 28 ранены в результате нападения на конвой. |
| 3 мая 1948          | Ein al Zeitun                             | Пальмах                                     | от 37 до 70 арабов убиты |
| 13 мая 1948         | Кфар-Эцион                                | арабы, Арабский легион                      | от 127 до 157 евреев убиты. |
| 14 мая 1948         | Abu Shusha                                | Гивати                                      | от 60 до 70 арабов убиты. |